# 新戊福林
新戊福林（或称为苯福林新戊酸酯，pivalylphenylephrine）是一种苯福林衍生物，可用作拟交感神经药和散瞳药。